# 静岡県警察航空隊
静岡県警察航空隊（しずおかけんけいさつこうくうたい）は、静岡県の警察ヘリコプターを運用している組織。静岡県警察の機関であり、基地は航空自衛隊静浜基地に隣接する。

## 沿革
- 1999年（平成11年）：ふじ1号導入
- 2002年（平成14年）3月：ふじ2号導入
- 2005年（平成17年）5月3日：ふじ1号が静岡市清水区草薙3丁目付近に墜落し乗員5名全員死亡
- 2007年（平成19年）1月：ふじ3号導入

## ヘリコプター諸元

### ふじ1号（退役）
- 型式：アグスタ A109K2（イタリア製）
- 登録番号：JA11PC
- 全長：13m
- エンジン出力：770馬力×2基（離陸時）
- 最高速度：280km/h
- 最高巡航速度：220km/h
- 航続距離：600km

### ふじ2号
- 型式：ユーロコプター AS 365N（フランス製）
- 登録番号：JA22PC
- 定員：13名
- 全長：13.7m
- エンジン型式：チュルボメカ アリエル2C（2基）
- エンジン出力：851馬力×2基（離陸時）
- 最高速度：320km/h
- 最高巡航速度：240km/h

### ふじ3号
- 型式：アグスタ A109E（イタリア製）
- 登録番号：JA13PC
- 定員：8名
- 全長：13.03m
- エンジン型式：プラット・アンド・ホイットニー・カナダ PW206C（2基）
- エンジン出力：640馬力×2基（離陸時）
- 最高速度：310km/h
- 最高巡航速度：240km/h

## 搭載機材
- 救助ホイスト
- ヘリコプターテレビシステム